# 奈良県立吉野林業高等学校
奈良県立吉野林業高等学校（ならけんりつ よしのりんぎょうこうとうがっこう）とは、かつて奈良県吉野郡川上村西河105-1にあった公立の高等学校である。1978年度より、県立高等学校再編により、奈良県立吉野工業高等学校との合併により、奈良県立吉野高等学校となる。なお、かつての校舎跡には、「ここに吉野林業高校ありき」と記された記念碑が建てられた。

## 概要
- 奈良県立吉野林業高等学校は、吉野木材資源の研究・開発に貢献する人材の育成を目指に設置された。奈良県吉野郡川上村に設置されており、県内唯一の林業系学科をもつ独自の高等学校として設置されていた

## 沿革
- 1902年 - 吉野郡大淀町下渕にて奈良県立農林学校[4]が創設される。
- 1923年 - 奈良県立吉野林業学校に改称[4]。
- 1924年 - 吉野郡川上村西河に校舎を移転。
- 1948年 - 新制高等学校奈良県立吉野林業高等学校をおく。普通課程と林業課程を置く。
  - 9月1日 - 奈良県立川上高等学校に改称。
  - 12月1日 - 北和田分校が開校
- 1949年 - 家庭科定時制課程をおく。
- 1950年6月6日 - 北和田分校が川上分校に名称
- 1954年3月31日- 川上分校が廃止される
- 1958年 - 開校当初と同じ奈良県立吉野林業高等学校に改名。林産科ほか女子科をおく。
- 1967年 - 林産科をおく。
- 1971年 - 女子科を家政科に改組。
- 1972年 - 林業科と林産科を統合して林業林産科をおく。
- 1978年 - 吉野工業高等学校との合併により、吉野高等学校となる。奈良県立吉野林業高等学校として、最後の卒業生をおくる。奈良県立吉野高等学校川上校舎となる。
- 1980年 - 川上校舎廃止。
- 1983年 - 跡地に川上村立川上西小学校が開校[5][6]。
- 2003年 - 川上村立川上東小学校と川上村立川上西小学校の統合により、跡地に川上村立川上小学校が開校[6]。

## 学科
- 林業林産科
  - 全日制
  - 昼間定時制
- 家政科

## 出身者
- 石橋信夫（実業家）
- ミス花子（シンガーソングライター）